# Beck, Bogert & Appice
Beck, Bogert & Appice — рок-группа, созданная британским гитаристом Джеффом Беком после распада The Jeff Beck Group летом 1972 года.
Кроме Бека в группу входили американские музыканты басист Тим Богерт и ударник Кармайн Аппис, бывшие участники Vanilla Fudge и Cactus.

## История группы
Джефф Бек впервые увидел группу Vanilla Fudge в лондонском The Speakeasy Club в октябре 1967 года. В тот момент он как раз начинал сольную карьеру и записал свой первый сингл «Hi Ho Silver Lining». Его впечатлило, насколько мощно звучала ритм-секция группы, с органом Хаммонда и двойными барабанами Ludwig.
Летом 1969 года Джон Бонэм дал Тиму Богерту и Кармайну Аппису номер телефона Бека, они позвонили Джеффу и поговорили о том, чтобы собрать супергруппу. «В конце 1969 года у нас была Blind Faith, плюс Лесли Уэст собирался встретиться с Джеком Брюсом и Корки Лейнгом. Так вот в чем был наш план — это должны были быть Род Стюарт, Джефф, я и Тим. Через некоторое время Род уволился, потому что у них с Джеффом были некоторые финансовые трудности. И к тому времени, когда группа Джеффа Бека распалась, они ненавидели друг друга», — вспоминал Аппис. Стюарт также не горел желанием стать частью нового коллектива Бека. 
Однако в конце 1969 года Джефф Бек попал в автокатастрофу, которая нарушила эти планы: ему пришлось приостановить карьеру почти на год, чтобы восстановиться. За это время Богерт и Аппис собрали группу Cactus, и после восстановления Бек записал ещё два альбома вместе со своей The Jeff Beck Group, в которой полностью поменялся состав музыкантов.
После распада оригинального состава группы Cactus в 1972 году Бек увидел свою возможность воссоединиться с Богертом и Апписом. В результате получилась одна из величайших супергрупп рока, Beck, Bogert & Appice. Гитарист рассматривал пауэр-трио как способ вывести свою музыку на новый уровень. «Я пытался играть тонкий рок-н-ролл», — рассказал Бек изданию New Musical Express о своей ранней музыке. «Эти вещи больше подходили для клубов, а не для больших сцен. Наша новая группа будет играть гораздо более тяжёлую музыку».

## Запись альбома
В декабре 1972 года, после роспуска The Jeff Beck Group, Бек, Богерт и Аппис отправились в чикагскую Chess Studios, чтобы записать свой первый альбом. «Поскольку это было трио, мы с Тимом решили спеть», — говорит Аппис. «В те дни речь шла не столько о песнях, сколько об игре. Песни были просто поводом для нас, чтобы джемовать».
Несмотря на первоначальный энтузиазм работа в студии продвигалась тяжело. Chess Studios с архаичным студийным оборудованием не подходила для группы, которая гордилась своим динамичным звучанием. Всё буквально ломалось, и студия разваливалась по швам — внезапно всё могло остановиться прямо в середине записи песни. Это вносило нервозность в работу музыкантов.
В альбом вошла хеви-рок-версия песни Стиви Уандера «Superstition» — мелодия, которую Уандер изначально написал для Бека, но выпустил на своём альбоме Talking Book в 1972 году. Это была первая из нескольких песен Стиви Уандера, которые Бек исполнил позже в своей карьере.
Окончание записи альбома в Лос-Анджелесе скрасило настроение, но уже было очевидно, что проблемы BBA глубоко укоренились. Со своей стороны, Бек возлагает вину за ситуацию на менеджмент BBA — Эрнеста Чепмена и Фила Базиля: «Со стороны руководства было много жадности. Они постоянно ругали друг друга из-за денег, и я знал, что это не продлится долго».
Альбом Beck, Bogert & Appice был выпущен весной 1973 года, после чего он поднялся на 12-е место в американском чарте Billboard и попал в Топ-30 в Великобритании.

## Концертный тур и распад группы
Группа провела длительные гастроли в 1973 году в поддержку её дебюта по Великобритании, Европе, Америке и Дальнему Востоку, где были сделаны записи для концертного альбома Live in Japan, который был выпущен в октябре того же года в Японии.
После концертного тура группы Тим Богерт рассказал британской музыкальной прессе, что некоторые поклонники не были готовы к высокоэнергетическому подходу BBA. «Мы удивили многих людей, которые ожидали непринуждённой музыки… В основном мы обращаемся к людям, которые любят громкую, непристойную, весёлую музыку. Мы непристойная группа, и мы стремимся возбудить людей».
В конце 1973 года музыканты попытались записать второй альбом в Англии. Аппис говорит, что работа в студии CBS в Лондоне была омрачена отсутствием вдохновения и «странной атмосферой» из-за того, что Бек не доиграл несколько концертов в туре по США. Группа провела турне по Европе, а затем была ещё одна попытка записать студийный альбом, прежде чем руководство решило привлечь крупного продюсера Джимми Миллера для третьей попытки. 
Драматичная развязка наступила перед концертом в Rainbow Theatre в Лондоне 26 января 1974 года, в последнюю ночь тура по Великобритании, когда Джефф Бек и Тим Богерт подрались в гримёрной комнате. Группа Beck, Bogert & Appice прекратила своё существование во время очередных сессий записи для своего предлагаемого второго альбома. В 1975 году в интервью журналу International Musician and Recording World Бек не стеснялся в выражениях, вспоминая работу над вторым альбомом: «Эти отбросы до сих пор в мусорном ведре. Звук был ужасным, а материал — дерьмовым, поэтому я не видел смысла его выпускать».
Спустя полвека после формирования трио, Аппис говорит, что опыт закончился слишком рано:

«В то время это было художественно насыщенно, но это было слишком быстро… тот факт, что мы играли вместе, был замечательным. Джефф, Тим и я действительно отлично играли вместе, но не успели мы оглянуться, как все закончилось».— Кармайн Аппис, Goldmine Magazine

## Дискография
Студийные альбомы:
- Beck, Bogert & Appice (1973)

Концертные альбомы:
- Live in Japan (1973)

Бокс-сет:
- Live in Japan 1973/Live in London 1974

Синглы:
- «Black Cat Moan» / «Livin’ Alone» (UK, February 16, 1973)
- «I’m So Proud» / «Oh to Love You» (U.S., May 28, 1973)
- «Lady» / «Oh to Love You» (U.S., July 16, 1973)